# Clément Privé

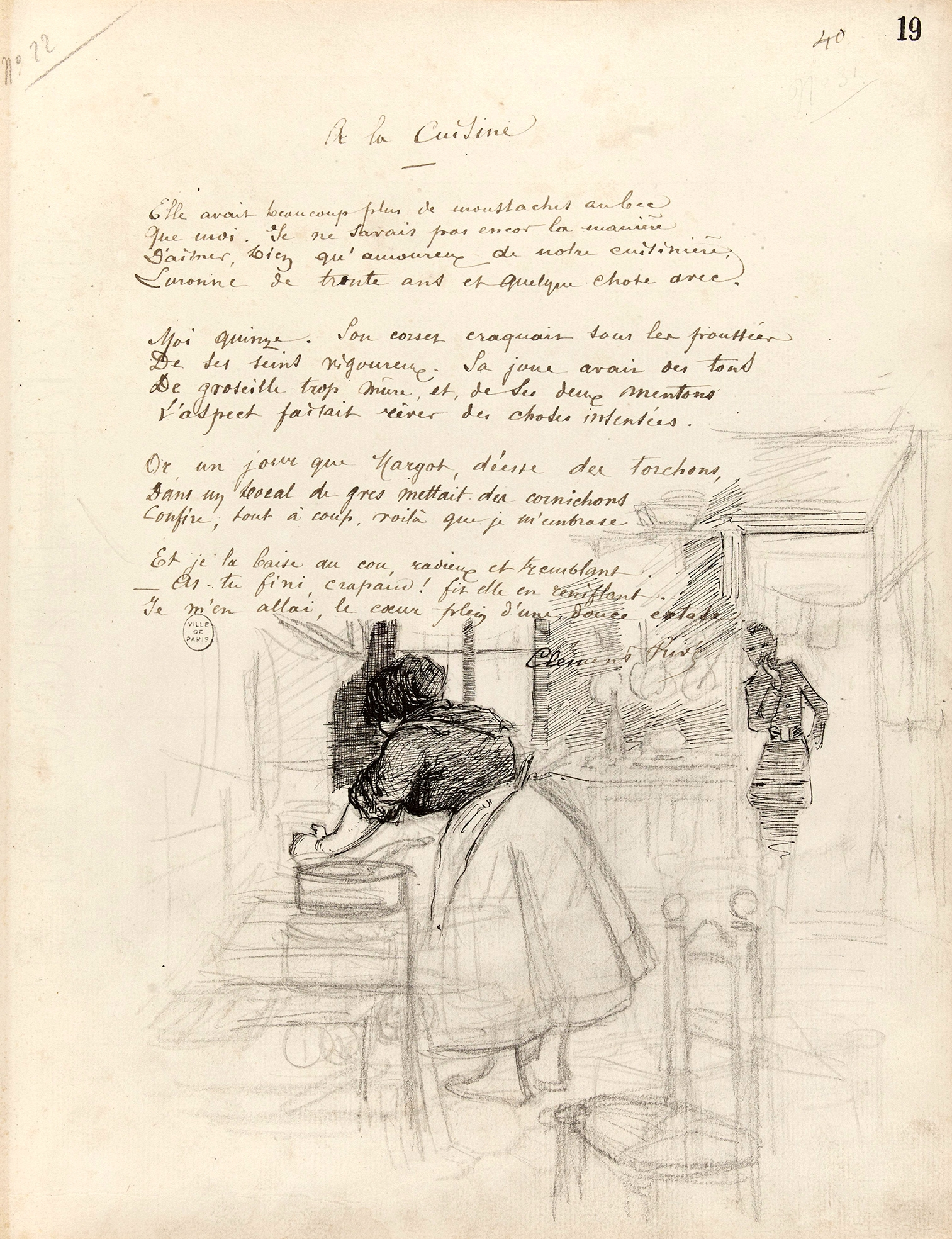
Sonnet À la cuisine de Clément Privé, illustré par lui-même, pour lAlbum du Bon-Bock, 1876.

Clément Privé, né le 15 mai 1842 à Fontaines et mort le 15 mai 1883 à Paris, est un journaliste et poète français.

## Biographie
Clément Privé est le fils ainé d'Adrien Privé et de Julie Muzard. Son père est instituteur à Fontaines, un petit bourg dans la région d'Auxerre. Il étudie en 1855 au lycée impérial de Sens où il fraternise avec Eugène Lefébure, lui-même ami avec Stéphane Mallarmé lui aussi élève du lycée. Avec Lefébure, Clément privé rédige un manuscrit Sonnets Auxerrois qui sera ses débuts littéraires au lycée.
En 1859, il a dix-sept ans quand il entre dans la vie active, travaillant comme agent voyer aux Ponts-et-Chaussées, il est promu ensuite chef de section à Saint-Junien en 1869. Durant ce temps il continue à écrire, en 1865, sous le pseudonyme de Pierre Gringoire, il donne des textes au Propagateur de l'Yonne, un journal local, puis des saynètes et vaudevilles. Il ne cache pas dès cette époque ses sentiments républicains. Mais la guerre de 1870 va bouleverser sa vie. Il s'engage dans le 85e régiment de Marche et finit la guerre au grade de sergent-major.
Il arrive à Paris en 1872, où il ambitionne de devenir journaliste.  Il écrit dans plusieurs journaux républicains, Le Corsaire, où il se lie d'amitié avec Onésime Monprofit, Tony Révillon et Léon Cladel, devient gérant de L'Avenir National, collabore à La Lune Rousse d'André Gill, ou encore en 1879, à la renaissance de La Rue, dont Jules Vallès, en exil à Londres, lui confie des pages qu'il signe sous le pseudonyme de Jacques Lehardy. Il vit cependant difficilement de cette activité mais participe à effervescence intellectuelle interlope de l'époque qui s'exprime dans de nombreux clubs, cercles ou confréries d'artistes en mal de reconnaissance. Il participe pour sa part au Club de la Rive-Gauche qui se réunit au Café Procope où il compose des chansons. Il se forge aussi une réputation de poète truculent aux diners du  Bon-Bock qui prend en quelque sorte la suite du dîner des Vilains Bonshommes qui débute en 1875 et durera jusqu'aux années 1925. On trouve plusieurs poèmes de Clément Privé reproduite dans l'album du Bon-Bock en 1876, 1878 et 1884.
En 1882, il s'implique dans la création de l'hebdomadaire Le Chat Noir, sous-titré Organe des intérêts de Montmartre, dirigé par Rodolphe Salis et Émile Goudeau et destiné à promouvoir le cabaret du même nom. Privé, secrétaire de rédaction, occupe la première page du premier numéro sous le pseudonyme de Jacques Lehardy. Clément Privé meurt en 1883 sans avoir pû atteindre la reconnaissance poétique et journalistique des nombreux amis qu'il avait côtoyé dès le lycée, cela est dû en partie à sa farouche indépendance d'esprit qui l'a prédestiné à ne jamais s'installer dans des situations durables.

## Œuvres
- Nouvelles. Le Violoncelle. Les Cent sous de Josette. Le Crime de Sainte-Sévère. Silhouettes campagnardes, éditions L. Boulanger, Paris, 1881, 1885.
- Clément Privé, Poèmes et Nouvelles, préface de Jean José Marchand, présentation et notes par Hocine Bouakkaz, éditions Aux Baillis-en-Puisaye, 2009

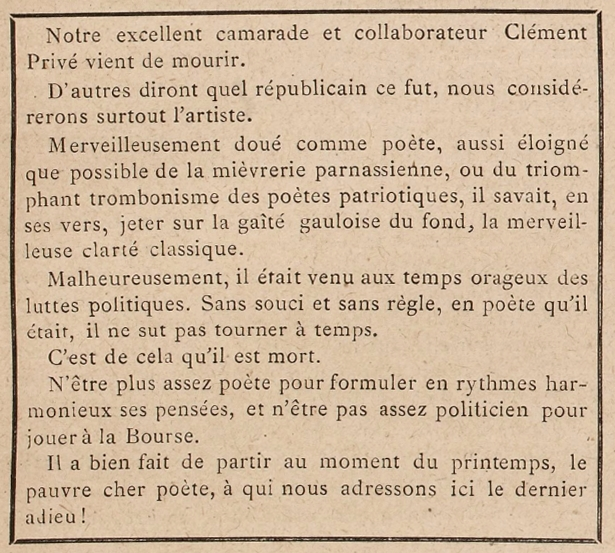
Notice nécrologique parue le 19 mai 1883, dans le n° 71 du Chat Noir.